# Magdalena Tul
Magdalena Ewa Tul, född 29 april 1980 i Gdańsk, är en polsk popsångerska. Under 2001 tog hon sig artistnamnet Lady Tullo. Tul deltog i Polens nationella uttagning till Eurovision Song Contest under våren 2011, med låten "Jestem". Vid finalen den 14 februari 2011 fick hon 44% av folkets röster, vilket räckte till att ta hem segern. Därmed kom hon att representera Polen vid Eurovision Song Contest 2011 i Düsseldorf, Tyskland. Hon kom sist i semifinalen vilket gjorde att hon inte kom till finalen.

## Diskografi

### Album
| Titel                         |
| ----------------------------- |
| V.O.H. - The Victory Of Heart |

### Singlar
| År                    | Titel             |
| --------------------- | ----------------- |
| 2004                  | Full Of Life      |
| 2005                  | Idź swoją drogą   |
| 2006                  | Find The Music    |
| 2007                  | Tryin'            |
| 2010                  | Nie ma jej        |
| Jestem (ESC-kandidat) |                   |
| 2011                  | I'll Never Forget |